# سملالة
سَمْلَالَة قبيلة بعيدةُ الصِّيتِ في سوس وسائر بلاد المغرب الأقصى. من أعلامها محمد بن سليمان الجزولي دفين مراكش. ينتسب السملاليون عادةً إلى رجل اسمه سَمْلَال يقال إنه من ذرية زَوْزَال الجزوليِّ الذي ينتهي إليه نسب ولتيتة. ولهذا القول وجهٌ إذا نُظِر في لفظ «إد أوسملال»، وهي التسمية الشلحية التي يعرف بها السملاليون، ذلك أن لفظ «إد» يدل على الجمع، و«أو» معناه «ابن»، فيكون معناها بنو سملال.